# Maxilípede
Em zoologia, chamam-se maxilípedes ou “patas-maxilas” aos apêndices torácicos de muitos crustáceos que servem para os auxiliar na alimentação. Encontram-se à volta da boca e podem ter pequenas quelas para segurarem os alimentos.